# Ferrovie della Calabria
Ferrovie della Calabria (FC) è una società a responsabilità limitata nata in seguito allo scorporo della parte di Ferrovie Calabro Lucane costituita da alcune linee a scartamento ridotto il cui percorso cade interamente nel territorio regionale calabrese.

## Settori di attività
L'impresa opera sia in qualità di gestore dell'infrastruttura sia di impresa ferroviaria sulla rete a scartamento ridotto della Calabria.
Oltre a ciò FC gestisce anche alcune autolinee di interesse regionale.

## Storia
La società a responsabilità limitata "Ferrovie della Calabria" fu fondata il 1º gennaio 2001 in luogo della omonima Ferrovie della Calabria a gestione commissariale governativa istituita nel 1989 in seguito alla suddivisione in due comparti delle ex Ferrovie Calabro Lucane.
Il 1º gennaio 2013 la proprietà dell'infrastruttura passò dal Ministero dei trasporti alla Regione Calabria.
Il 15 luglio 2025 il presidente della Regione Roberto Occhiuto ha nominato il nuovo commissario di Ferrovie della Calabia Aristide Vercillo che subentra a Ernesto Ferraro rimasto coinvolto in un inchiesta giudiziaria.

## Dati societari

### Rete ferroviaria

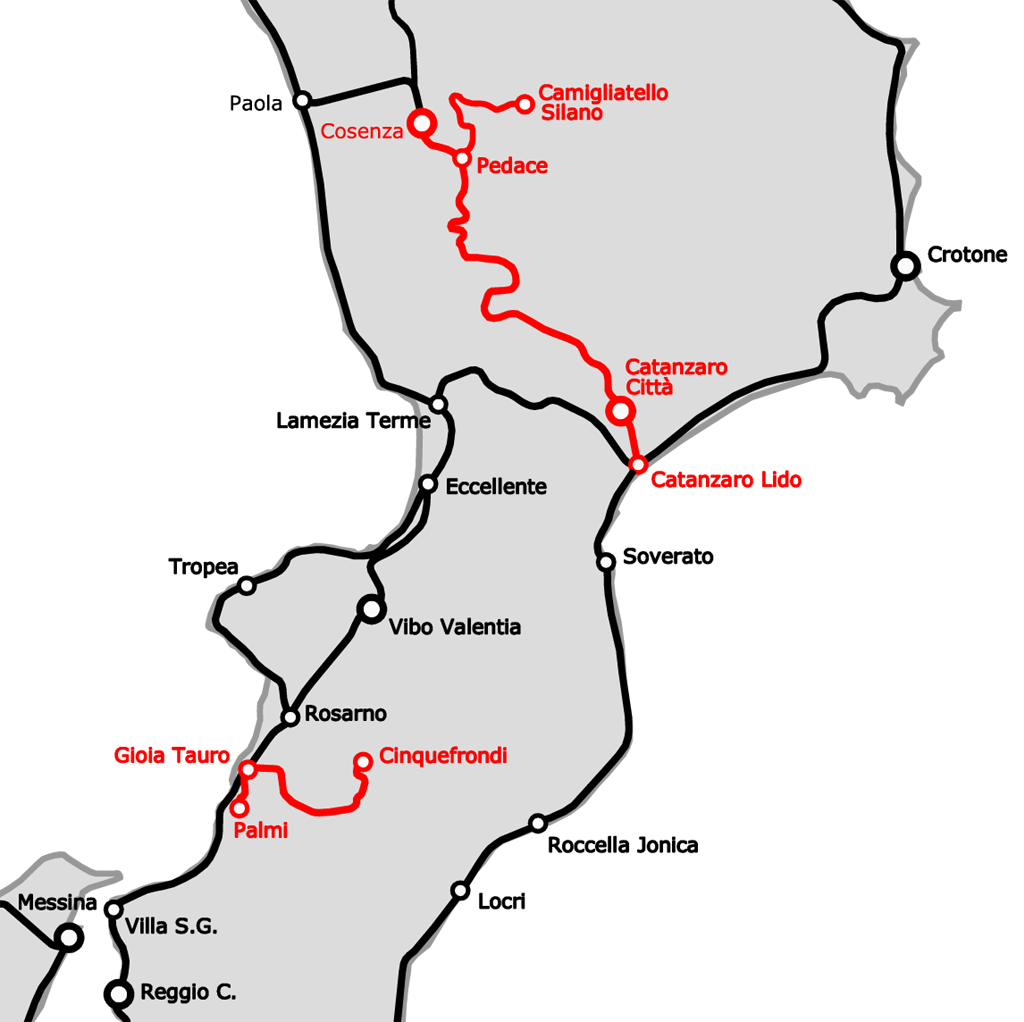
La rete delle Ferrovie della Calabria (FC)

La rete gestita da Ferrovie della Calabria è costituita da due gruppi di linee a scartamento 950 mm, non elettrificate:
Linee cosentine:
- Cosenza–Catanzaro Lido, 113 km, inaugurazione 1916-34 (esercizio parzialmente sospeso)
- Cosenza-Camigliatello-San Giovanni in Fiore, 77 km, inaugurazione 1916-56 (esercizio sospeso tranne per alcuni treni di carattere turistico)

Linee taurensi:
- Gioia Tauro–Cinquefrondi, 32 km, inaugurazione 1924-29 (esercizio sospeso)
- Gioia Tauro–Palmi-Sinopoli, 9 km, inaugurazione 1917 (esercizio sospeso)

### Parco rotabili
Per svolgere il servizio ferroviario FC dispone di un eterogeneo parco di veicoli ferroviari proveniente in parte dalla precedente gestione FCL e in parte composto da veicoli ordinati sotto la nuova gestione regionale. È peculiare la presenza di alcuni veicoli attrezzati per viaggiare sulla tratta a cremagliera di Catanzaro.
| Nome rotabile            | Quantità | Deposito/i            | Caratteristiche                                       |
| ------------------------ | -------- | --------------------- | ----------------------------------------------------- |
| Automotrice gruppo 200   | 8        | Gioia Tauro           | Automotrice per servizio passeggeri                   |
| Automotrice gruppo 200MV | 10       | Cosenza               | Automotrice per serv. passeggeri con motore Man-Voith |
| Rimorchi Breda           | 7        | Cosenza - Gioia Tauro | Rimorchio per AT 200                                  |
| Automotrice M4c.350      | 10       | Catanzaro             | Automotrice FIAT a cremagliera                        |
| Automotrice M4.400       | 8        | Cosenza               | Automotrice FIAT per serv.passeggeri                  |
| Automotrice DE M4c.500   | 7        | Catanzaro             | Automotrice a 2 casse a cremagliera Stadler Rail      |
| Loco DI gr. 600          | 4        | Cosenza - Gioia Tauro | Locomotore                                            |
| Loco gr. 700             | 3        | Catanzaro             | Spintore a cremagliera                                |
| Locomotiva FCL 350       | 2        | Cosenza               | Locomotiva a vapore                                   |
| Locomotiva FCL 400       | 1        | Cosenza               | Locomotiva a vapore                                   |
| Locomotiva FCL 500       | 1        | Catanzaro             | Locomotiva a vapore a cremagliera                     |
| Locomotiva FCL 170       | 1        | Gioia Tauro           | Locomotiva a vapore                                   |

### Funicolare di Catanzaro e funivie silane
A Ferrovie della Calabria fino a luglio 2015 era affidata la gestione della funicolare di Catanzaro, di proprietà comunale. Successivamente la gestione è stata affidata all'AMC spa di Catanzaro.
Dal dicembre 2001, inoltre, le FC hanno assunto altresì la gestione degli impianti di risalita di Camigliatello, Lorica e Ciricilla. A completare il servizio della cabinovia esiste un servizio bus navetta dalla stazione FC di Camigliatello Silano agli impianti, tramite autobus di proprietà delle FC.

### Linee automobilistiche
Le linee automobilistiche operate da FC collegano località poste nelle cinque province calabresi in dipendenza dai "centri automobilistici" di Castrovillari, Catanzaro, Cosenza, Gioia Tauro, Petilia Policastro, Marina di Gioiosa Ionica e Vibo Valentia. Parte di tali relazioni nacquero come servizi sostitutivi delle ex Ferrovie Calabro Lucane, sfruttandone i fabbricati ferroviari come autostazioni.
La rete su gomma FC conta circa novanta autolinee interurbane e i tre servizi urbani (Vibo Valentia, Castrovillari e Gioia Tauro), per un totale di circa 1500 corse giornaliere.

### Società partecipate
Nel 2006 vennero costituite le partecipate Ferloc e la Fersav; nel 2013 per effetto di una scissione parziale asimmetrica, le quote della partecipata Ferloc (che da quella data restò di proprietà del socio di minoranza) tornarono a FC che contestualmente acquisì la piena proprietà di Fersav.

### Autostazioni e parcheggi di interscambio
Le Ferrovie della Calabria gestiscono le autostazioni di Cosenza e Castrovillari, la stazione di Catanzaro Lido (250 posti auto), la stazione di Cosenza Centro (100 posti auto), l'autostazione di Cosenza (60 posti auto) e l'autostazione di Castrovillari (80 posti auto).